# Пупсик (пісня)
«Пупсик»  — пісня української співачки Тіни Кароль з   студійного альбому «Ноченька». Як  сингл випущений в 2006 році.

## Опис
Пісня "Пупсик" - стала синглом альбому «Ноченька» Тіни Кароль. Автор пісні - Тіна Кароль та Михайло Некрасов.

## Відеокліп
Режисером кліпу виступив Алан Бадоєв
Я не в'язав гламурний текст пісні з сюжетом. Ми вирішили зробити пародію на телерекламу, яка своєю дурістю вводить в сміх глядачів
Робота над відео йшла нон-стоп 20 годин. За цей час Тіна виступила в семи образах.

## Список композицій
| Цифрове завантаження, стримінг | Цифрове завантаження, стримінг | Цифрове завантаження, стримінг | Цифрове завантаження, стримінг | Цифрове завантаження, стримінг |
| #                              | Назва                          | Автор слів                     | Автор музики                   | Тривалість                     |
| ------------------------------ | ------------------------------ | ------------------------------ | ------------------------------ | ------------------------------ |
| 1.                             | «Пупсик»                       | Тіна Кароль                    | Михайло Некрасов               | 3:17                           |

## Live виконання
2011 р. - "Пупсик" - перший  сольний концерт  в  Києві 
2019 р.-  "Пупсик" - "Вечірній квартал"  